# Ladona
Ladona is een geslacht van libellen (Odonata) uit de familie van de korenbouten (Libellulidae).

## Soorten
Ladona omvat 3 soorten:
- Ladona deplanata (Rambur, 1842)
- Ladona exusta (Say, 1840)
- Ladona julia (Uhler, 1857)